# 4280 Simonenko
A 4280 Simonenko (ideiglenes jelöléssel 1985 PF2) a Naprendszer kisbolygóövében található aszteroida. Nyikolaj Sztyepanovics Csernih fedezte fel 1985. augusztus 13-án.